# Santa María del Horcón
Pour les articles homonymes, voir Santa Maria.
Santa María del Horcón est l'une des trois paroisses civiles de la municipalité de Monte Carmelo dans l'État de Trujillo au Venezuela. Sa capitale est Casa de Tabla.